# Asterocampa argus
Asterocampa argus är en fjärilsart som beskrevs av Bates 1864. Asterocampa argus ingår i släktet Asterocampa och familjen praktfjärilar. Inga underarter finns listade i Catalogue of Life.